# Rumpo
Koordinaten: 58° 58′ N, 23° 16′ O
Rumpo (estlandschwedisch Romp) ist ein Dorf (estnisch küla) in der Landgemeinde Vormsi (Vormsi vald) im Kreis Lääne. Der Ort liegt im Süden der viertgrößten estnischen Insel Vormsi (deutsch Worms, schwedisch Ormsö).

## Einwohnerschaft und Lage

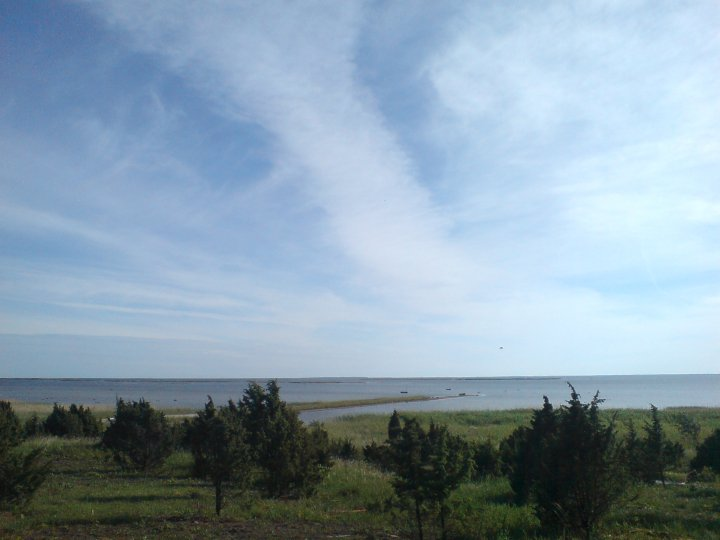
Blick von Rumpo auf die Ostsee

Rumpo hat 23 Einwohner (Stand 31. Dezember 2011). Der Ort wurde erstmals 1540 unter dem Namen Rump urkundlich erwähnt. 1613 ist er als Rumpeby verzeichnet. Rumpo war bis zum Zweiten Weltkrieg wie alle Dörfer Vormsis mehrheitlich von Estlandschweden besiedelt.
Das Dorf liegt direkt an der Ostsee, an der Bucht von Hullo (Hullo laht). Südlich des Ortes erstreckt sich eine Landzunge in südöstlicher Richtung ins Meer. Dort bieten sich zahlreiche Bademöglichkeiten. Das Aquatorium südlich von Rumpo mit seinen etwa dreißig Inseln und Inselchen ist als Schutzgebiet ausgewiesen. Die beiden größten Insel sind Pasilaid und Telmen.